# Nijensleek
Nijensleek (52° 50′ N, 6° 10′ L) é uma cidade dos Países Baixos, na província de Drente. Nijensleek pertence ao município de Westerveld, e está situada a 25 quilômetros, a oeste de Hoogeveen.
Em 2001, a cidade de Nijensleek tinha 1254 habitantes. A área urbana da cidade é de 0.24 quilômetros quadrados, e tem 481 residências. A área de Nijensleek, que também inclui as partes periféricas da cidade, bem como a zona rural circundante, tem uma população estimada em 590 habitantes.